# Itaguajé
Itaguajé es un municipio brasileño de la región noroeste del estado del Paraná. 
Durante algún tiempo Itaguajé perteneció a la comarca de Jaguapitã, hoy pertenece a la Comarca de Colorado/PR. Su primer Prefecto fue el Sr. José Gregório de Oliveira. 

Su población estimada en 2004 era de 4.626 habitantes y su extensión territorial es de 251,313 km².

## Patrimonio Cultural
Ruinas Nuestra Señora del Loreto.

## Hidrografía
- Río Paranapanema
- Río Pirapó
- Central Hidroeléctrica de Taquaruçu